# Paulo Scanlan
Paulo Scanlan (9 de agosto de 1996) é um jogador de futebol e rugby samoano, que joga na posição de back.

## Carreira
Scanlan jogou futebol como meio-campista pelo Vaipuna na Liga Nacional de Samoa . Ele fez sua estreia pela seleção nacional na Copa das Nações da OFC de 2016 em 29 de maio de 2016 na derrota por 4 a 0 contra o Taiti . Em 2019, ele jogou pelo Vailima Kiwi FC na Liga dos Campeões da OFC de 2019. Em dezembro de 2019, ele anunciou que estava deixando o futebol para seguir carreira no rugby.
Em abril de 2019, ele foi selecionado para a seleção nacional de rugby sevens de Samoa para jogar no Hong Kong sevens. Posteriormente, ele jogou em Dubai. Em junho de 2021, ele foi selecionado para o Torneio de Qualificação Olímpica Final de Rugby Sevens Masculino de 2020. Em dezembro de 2021, ele fez parte da equipe para a World Sevens Series. Em julho de 2022, ele foi nomeado para a equipe para representar Samoa nos Jogos da Commonwealth de 2022. Mais tarde, competiu na Copa do Mundo de Rugby Sevens na Cidade do Cabo. Foi um dos doze convocados para integrar a seleção nacional nos Jogos Olímpicos de Verão de 2024